# Milanesa
La milanesa es un filete, normalmente de carne vacuna — pero también puede ser de pollo o cordero — empanado, el cual se cocina frito o al horno. Por extensión, se llama milanesa a cualquier rebanada de un ingrediente rebozado y cocido de manera similar, por lo que existen milanesas de cerdo, de pescado, de soja, de berenjena o de mozzarella, entre otros ingredientes.
Si bien su nombre proviene de la ciudad italiana de Milán y se inspira en la cotoletta alla milanese, el origen específico de la preparación es disputado: ya en el siglo xix se conocía en España como «chuletas de ternera a la milanesa» y se señalaba de origen italiano. Desde el siglo xx es una comida típica de la cocina argentina, uruguaya, venezolana y de otros lugares de América Latina gracias a la migración italiana, alemana y austríaca.
La milanesa puede consumirse «al plato» (generalmente con una guarnición como ensalada, puré o papas fritas) o como sándwich.

## Historia

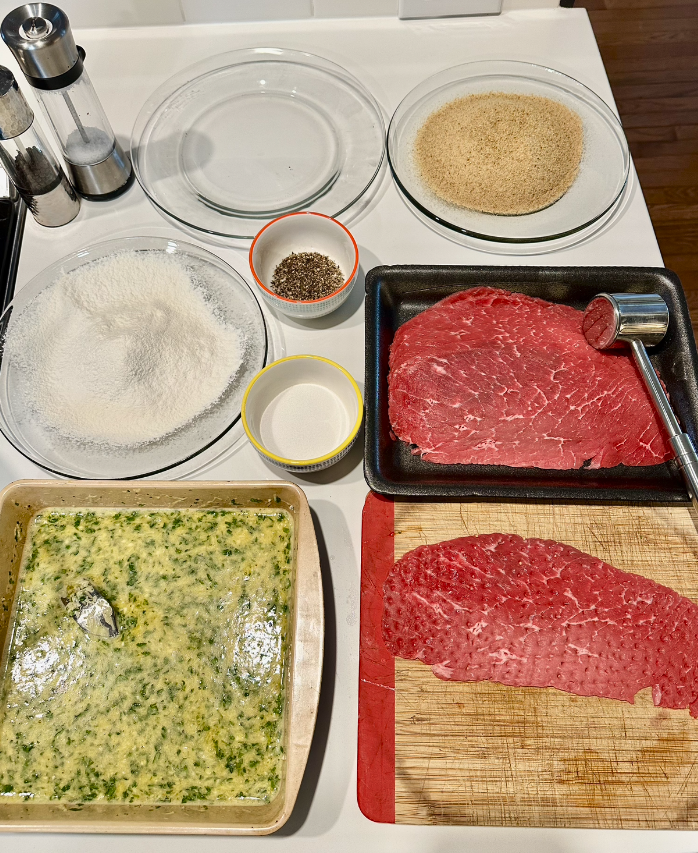
Ingredientes para hacer una milanesa

La milanesa como tal se origina en la cocina lombarda, más específicamente en la cotoletta alla milanese. A esta última, algunos autores la consideran una variante del Wiener Schnitzel (o filete vienés), introducido en Lombardía durante el dominio austríaco, en el cual se sustituye la harina de la receta original por pan rallado. Otros sostienen que la influencia es inversa puesto que, ya en el siglo xviii, Pietro Verri indicó que aparecía con el nombre de lombolos cum panitio (lomitos con pan) como un plato milanés en el siglo xii; aunque no queda claro si se trataba de un lomo apanado o si el pan se servía por separado; en efecto, varios historiadores consideran que el término panitio hace referencia a una guarnición y no al rebozado. No obstante, tomando la indicación de Verri como testimonio de la cotoletta alla milanese, la autoridad comunal de Milán ha dado a este plato el carácter de "denominación comunal" (denominazione comunale) que implica una cierta protección de origen. Otros autores sostienen que tanto la cotoletta alla milanesa como el Wiener Schnitzel derivan de la côtelette Menon francesa introducida en esos países durante las campañas napoleónicas. La dificultad para establecer el origen específico de la milanesa se debe a su similitud con otras preparaciones de la cocina internacional que consisten en carne empanada cocida en aceite o al horno, entre ellas la cotoletta alla palermitana de Sicilia, los ya mencionados wiener schnitzel de Austria y la côtelette de veau frite, côtelette Menon, o côtelette révolution de Francia. También en Japón existe un plato análogo, a saber: el Tonkatsu.
En Argentina y Uruguay, la cotoletta alla milanese fue introducida por la numerosa inmigración italiana durante el final del siglo xix y la primera mitad del xx. En los países de la región, el consumo de carne era más alto que en Europa y la milanesa se difundió ampliamente por su costo relativamente bajo y la rapidez de su preparación. En poco tiempo se introdujeron variaciones y se usaron diferentes cortes de carne hasta convertirse en uno de los platos típicos de la cocina local. A partir de entonces fue un plato popular en la gastronomía rioplatense. la primera receta de milanesa, con ese nombre, apareció en un publicación impresa en Buenos Aires durante 1880.  

## Cortes de carne
En los países donde es usual consumir carne de ternera, como Argentina, Bolivia, Chile, Paraguay, Uruguay o Venezuela se prefieren las milanesas preparadas con los siguientes cortes: nalga (también denominada pulpa), peceto, cuadrada (llamado también jamón cuadrado), lomo, cuadril y bola de lomo. También se las prepara con filete de pescado o de pollo, en este último caso, en Argentina, cuando se usa el filete de pechuga, se la llama «suprema» que, originalmente, designaba el corte y no la preparación.

## Variantes
La milanesa a la napolitana es una milanesa frita cubierta con salsa de tomate, jamón cocido, queso de pasta blanda (mozzarella u otro) y especias (orégano, pimienta y ají molido) que se gratina. A pesar de su nombre, no es originaria de Nápoles sino de Buenos Aires: fue creada alrededor de 1940 en el hoy desaparecido restaurante «Nápoli» (propiedad de José Nápoli), ubicado en el bajo porteño, frente al Luna Park.
La milanesa a caballo es una milanesa frita de carne vacuna con dos huevos fritos encimados. Generalmente se acompaña con papas fritas. En Chile, y Perú este plato se llama milanesa (o bistec) a lo pobre y lleva también cebolla. La milanesa a la provenzal se hace agregando ajo y perejil al rebozado.
La chuleta valluna es un plato típico de la región colombiana de Valle del Cauca y la cultura afrocolombiana del Pacífico. Está preparada generalmente con un corte magro de lomo de cerdo (aunque puede emplearse vaca o pollo) que se sirve acompañada de arroz, rodajas de tomate, cebolla, limón, tajadas fritas de plátano maduro o papas fritas y una bebida llamada lulada.

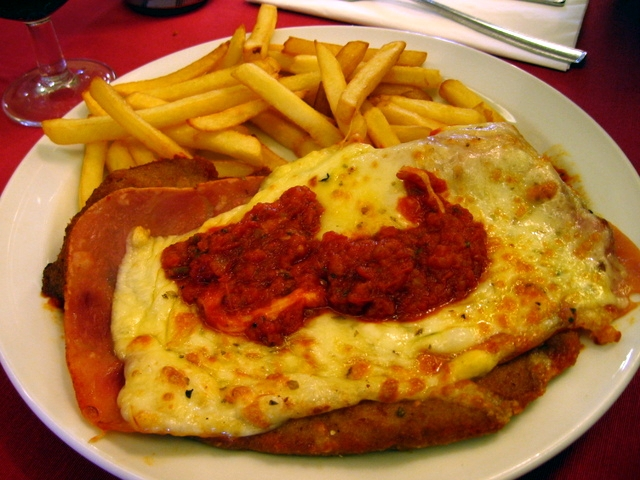
Milanesa a la napolitana
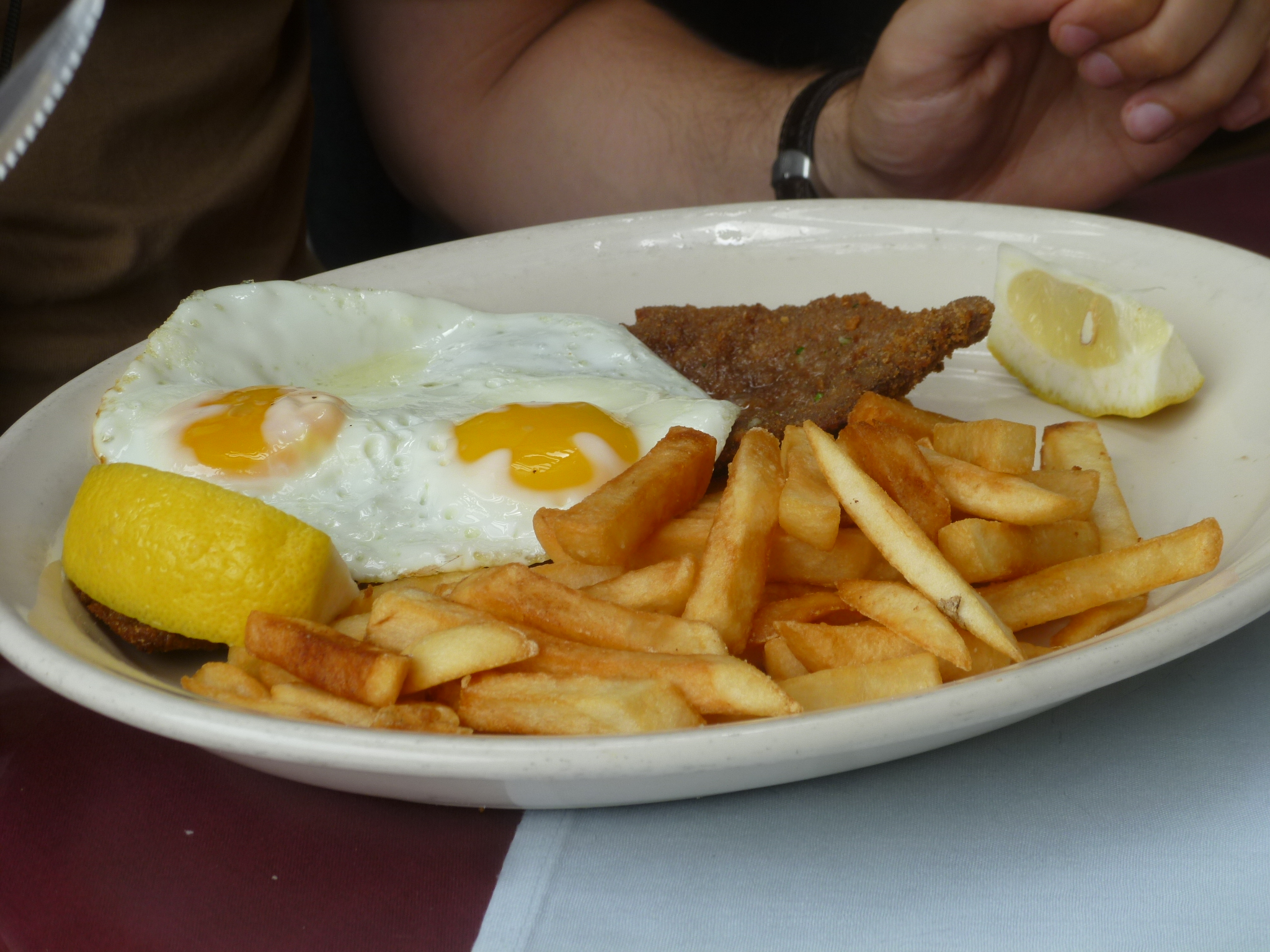
Milanesas a caballo, también llamadas milanesa a lo pobre
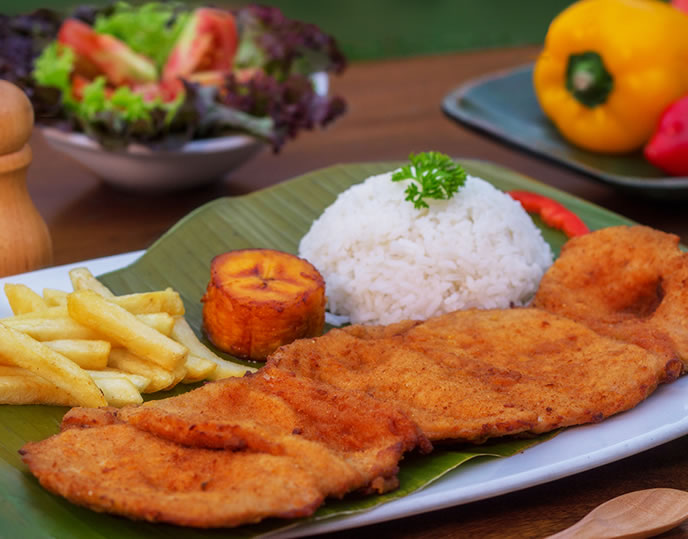
Chuleta valluna

Otras formas no tan tradicionales son:
- La milanesa a la suiza, hecha generalmente de nalga, frita y acompañada con papas fritas, salsa blanca, pimienta, queso gratinado y morrón o pimiento morrón.
- La milanesa rellena se prepara generalmente con nalga o bola de lomo y los ingredientes se colocan en el centro rodeados por el filete de carne. Los ingredientes son queso mozzarella, tocino, aceitunas, huevo duro, ralladura de zanahoria, nuez moscada, pimienta, sal y morrones (guindillas, pimientos no picantes) o jalapeños. Este tipo de milanesa se cocina en el horno.
- La milanesa teziuteca es una variante de carne rebozada oriunda de Teziutlán (en el Estado de Puebla). Se desconoce desde dónde llegó el nombre tradicional de este platillo. Hacia el año 1732, los habitantes de Teziutlán aún no conocían los cortes de las reses, sin embargo, era costumbre que los hacendados que ofrecían servicio de comida para viajeros que iban hacia Xalapa o Martínez de la Torre pedían filetes finos para guisarlos, se utilizaba la menor cantidad de carne posible (de menor calidad) y se le agregaban diferentes ingredientes para hacer más rendidor el plato.
- La milanesa peruana es preparada mayormente de carne de pierna de pollo deshuesada, se sirve acompañada de papas fritas, arroz blanco y ensalada. Es muy popular en las ciudades de la costa.[36] Cuando el corte de pollo es pechuga se denomina suprema,[37] mientras que si se elabora con carne de res se le llama apanado.[36]